# Bubblegum Crisis Tokyo 2040
Bubblegum Crisis Tokyo 2040 (яп. バブルガムクライシス TOKYO 2040 Бабуругаму Кураисису TOKYO 2040) — аниме-сериал, созданный Anime International Company (AIC). Сериал впервые демонстрировался на японском канале TV Tokyo с 8 октября 1998 года по 31 марта 1999 года. Всего было показано 26 серий.
Это ремейк OVA 1987 года Bubblegum Crisis и его сиквела Bubblegum Crash. В этой же вселенной были также выпущены OVA-сериал 1990 года AD Police Files и его продолжение — AD Police: To Serve and Protect, а в 2003 году другой аниме-сериал — Parasite Dolls.
В сентябре 2002 года ADV Films объявили о начале работы над сиквелом — Bubblegum Crisis: Tokyo 2041. В 2007 году задержку с выходом нового аниме объяснили тем, что команда Tokyo 2040 работает над различными проектами и их расписание не позволяет собрать всех. В 2009 году компания ADV Films была закрыта.

## Сюжет
По сравнению с оригинальным OVA в сериале слегка меняется сеттинг — Мегатокио теперь более яркий и процветающий, а сама история рассказывается с точки зрения Линны, только приехавшей в город и желающей стать частью «Рыцарей сабли», отряда наемников, помогающей АД полиции с делами, касающимися «бумеров», продвинутых роботов.
Кроме того, в аниме появился новый сквозной сюжет о поиске лаборатории доктора Стингрея, разработчика как «бумеров», так и экзоскелетов, которые используют в бою «Рыцари». В лаборатории заключена некая сущность — Галатея. Первыми ее находят представители корпорации «Геном», главного антагониста произведения. Освобождение и пробуждение Галатеи приводит к событиям, создавшим проблемы с технологией бумеров, вплоть до нападения «зомбированных» роботов на штаб полиции и эвакуации города.

## Персонажи
- Силия Стингрей — лидер «Рыцарей сабли», дочь доктора Стингрея, создавшего бумеров. После убийства отца, подстроенного руководством «Генома», она получила схемы для создания брони, используемой «Рыцарями сабли». В 2040 Силия меньше участвует в сражениях, чем в оригинале.

Сэйю: Сацуки Юкино
- Присцилла «Присс» С. Асагири — одна из «Рыцарей», склонная к силовым решениям всех проблем в бою. Её дневная работа — рок-певица.

Сэйю: Ю Асакава
- Линна Ямадзаки — одна из «Рыцарей». В 2040 ее персонаж существенно изменился по сравнению с оригинальным OVA. В начале сериала она приезжает в Мегатокио, чтобы вступить в команду «Рыцарей», и устраивается на работу в офисе.

Сэйю: Рио Нацуки
- Нэнэ Романова — одна из «Рыцарей», отвечающая за техническое обеспечение и взлом систем. Она также является и техническим экспертом А. Д. полиции. Она довольно наивна и плохо приспособлена к реальном миру.

Сэйю: Хироко Кониси

## Список серий
Название каждой серии было дано в честь какой-либо песни жанра рок или панк-рок.
| №  | Название               | Премьера в Японии |
| -- | ---------------------- | ----------------- |
| 01 | Can't Buy a Thrill     | 7 октября 1998    |
| 02 | Fragile                | 14 октября 1998   |
| 03 | Keep Me Hanging On     | 21 октября 1998   |
| 04 | Machine Head           | 28 октября 1998   |
| 05 | Rough and Ready        | 4 ноября 1998     |
| 06 | Get It On              | 11 ноября 1998    |
| 07 | Look at Yourself       | 18 ноября 1998    |
| 08 | Fire Ball              | 25 ноября 1998    |
| 09 | My Nation Underground  | 2 декабря 1998    |
| 10 | Woke up with a Monster | 9 декабря 1998    |
| 11 | Sheer Heart Attack     | 16 декабря 1998   |
| 12 | Made In Japan          | 23 декабря 1998   |
| 13 | Atom Heart Mother      | 13 января 1999    |
| 14 | Shock Treatment        | 20 января 1999    |
| 15 | Minute by Minute       | 27 января 1999    |
| 16 | I Surrender            | 3 февраля 1999    |
| 17 | Moving Waves           | 10 февраля 1999   |
| 18 | We Built This City     | 17 февраля 1999   |
| 19 | Are You Experienced?   | 24 февраля 1999   |
| 20 | One of These Nights    | 3 марта 1999      |
| 21 | Close to the Edge      | 10 марта 1999     |
| 22 | Physical Graffiti      | 17 марта 1999     |
| 23 | Hydra                  | 24 марта 1999     |
| 24 | Light My Fire          | 31 марта 1999     |
| 25 | Walking on the Moon    | Unaired           |
| 26 | Still Alive and Well   | Unaired           |

## Критика
Bubblegum Crisis Tokyo 2040 пересказывает историю «Рыцарей» с самого начала с большим вниманием к деталям и уровнем проработки как сюжета, так и самих персонажей. Аниме на полную использует 26-серийный формат: в первой трети идет построение мира, во второй разворачивается кульминационное освобождение Галатеи, что приводит к нарастающим катастрофам в последней части и попыткам героинь их сдержать. Сюжетная линия с Галатеей дает новый взгляд на отношения между людьми и роботами и является отражением влияния на аниме работ, вышедших после релиза оригинального OVA, таких как «Akira», «Призрак в доспехах» и «Евангелион», а также в некоторой степени «Экспериментами Лэйн», написанных в том же году (1998) одним из сценаристов Tokyo 2040 Тиаки Конакой.
В отличие от антиутопичного киберпанкового будущего оригинального сериала, где Мегатокио представлен в виде кошмарного нагромождения небоскребов и смеси насилия и коррупции, в ремейке город изображен в более положительных и правдоподобных тонах. На место хаосу пришел порядок — городская инфраструктура выглядит больше как продукт здоровой экономики, а районы — результат плановой застройки. Что делает сцены восстания бумеров и эвакуации города более эффектными из-за резкого контраста «до и после», невозможного в оригинале. Атака «зомбифицированных» бумеров на штаб полиции заметно переигрывает сцены из классики хоррора «Рассвет мертвецов» Джорджа Ромеро. Многие боевые сцены разворачиваются не в неоновом свете огней, а среди белого дня. Дизайн главных героинь более проработан и детализирован, черты лиц героинь стали выглядеть сильнее, они стали более взрослыми и интересными.